# Two As One
Singles de Crystal Kay
Koi ni Ochitara
(2005) Kirakuni / Together
(2006)
Two As One est le 18e single de la chanteuse Crystal Kay en collaboration avec le duo Chemistry sorti sous le label Sony Music Entertainment Japan le 5 octobre 2005 au Japon. Il atteint la 2e place au classement de l'Oricon et reste classé quatorze semaines.
Two As One a été utilisé comme thème musical pour la publicité Toyaoto WISH. Namida ga Afurete mo a été utilisé comme thème musical pour la version japonaise du film Dark Water. Les deux chansons se trouvent sur l'album Call Me Miss.... Two As One se trouve aussi sur la compilation Best of Crystal Kay.

## Liste des titres
| 1. | Two As One feat. CHEMISTRY                | H.U.B.                     | Matsumoto Toshiaki         | 3:45 |
| 2. | Namida ga Afurete mo (涙があふれても)     | Nishio Saeko               | Sakatsume Misako           | 5:12 |
| 3. | My Everything (English Version)           | Crystal Kay, Ashley Ingram | Crystal Kay, Ashley Ingram | 5:34 |
| 4. | Two As One feat. CHEMISTRY (Instrumental) | H.U.B.                     | Matsumoto Toshiaki         | 3:43 |